# Duncan Laurence
Duncan de Moor (født 11. april 1994 i Spijkenisse), professionelt kendt som Duncan Laurence, er en hollandsk sanger, der vandt Eurovision Song Contest 2019 i Tel Aviv, Israel med sangen "Arcade".
Han deltog også i femte sæson af det hollandske version af The Voice, men han røg ud i semifinalen.